# Vila Nova da Barquinha
Vila Nova da Barquinha ist eine Kleinstadt (Vila) und ein Landkreis in Portugal.

## Geschichte
Funde belegen eine Besiedlung seit der Altsteinzeit, insbesondere die Ausgrabungen bei Aldeínha. Aus der Jungsteinzeit stammen die Funde in den Gemeinden Tancos und Atalaia. Die auf einer Insel im Tejo gelegene Burg Castelo de Almourol wurde vermutlich im 3. oder 4. Jahrhundert n. Chr. von den Römern errichtet. Sie wurde von den folgenden Westgoten genutzt, und nach ihrer Eroberung ab 711 auch durch die Araber. Im Zuge der Reconquista fiel die Burg an die Tempelritter. Der Großmeister der Templer, Gualdim Pais, ließ die Burg 1171 neu errichten.
Im Verlauf der weiteren Verlagerung der Reconquista nach Süden und der Konsolidierung des Königreichs Portugal verlor die Burg ihre strategische Bedeutung. Erst die Einrichtung der Flusshäfen von Tancos im 16. Jh. und von Barquinha im 18. Jh. gaben dem Gebiet neue Bedeutung im Handel entlang des Flusses Tejo insbesondere in Richtung Hauptstadt. Im Verlauf der Verwaltungsreformen nach der Liberalen Revolution 1822 und dem folgenden Miguelistenkrieg machte Königin D. Maria II. Barquinha am 6. November 1836 zum Sitz eines eigenen Kreises und erhob den Ort am 26. Juni 1839 zur Kleinstadt (Vila). Das bisherige Barquinha trägt seither den Namen Vila Nova da Barquinha. Mit der Ankunft der Eisenbahnlinie Linha da Beira Baixa 1891 verlor die weitere Entwicklung des Ortes an Schwung, da fortan die Flussschifffahrt an Bedeutung verlor.

## Verwaltung

### Der Kreis
Vila Nova da Barquinha ist Verwaltungssitz eines gleichnamigen Kreises (Concelho) im Distrikt Santarém. Am 19. April 2021 hatte der Kreis 7016 Einwohner auf einer Fläche von 49,5 km².
Die Nachbarkreise sind (im Uhrzeigersinn im Norden beginnend): Tomar, Abrantes, Constância, Chamusca, Golegã, Entroncamento sowie Torres Novas.
Der Kreis Vila Nova da Barquinha setzte sich bis 2013 aus folgenden Gemeinden (Freguesias) zusammen:
| Gemeinde                     | Einwohner (2021) | Fläche km² | Dichte Einw./km² | LAU- Code |
| ---------------------------- | ---------------- | ---------- | ---------------- | --------- |
| Atalaia                      | 1.734            | 14,40      | 120              | 142001    |
| Praia do Ribatejo            | 1.448            | 20,26      | 71               | 142002    |
| Tancos                       | 190              | 2,04       | 93               | 142003    |
| Vila Nova da Barquinha       | 3.644            | 12,83      | 284              | 142006    |
| Kreis Vila Nova da Barquinha | 7.016            | 49,53      | 142              | 1420      |

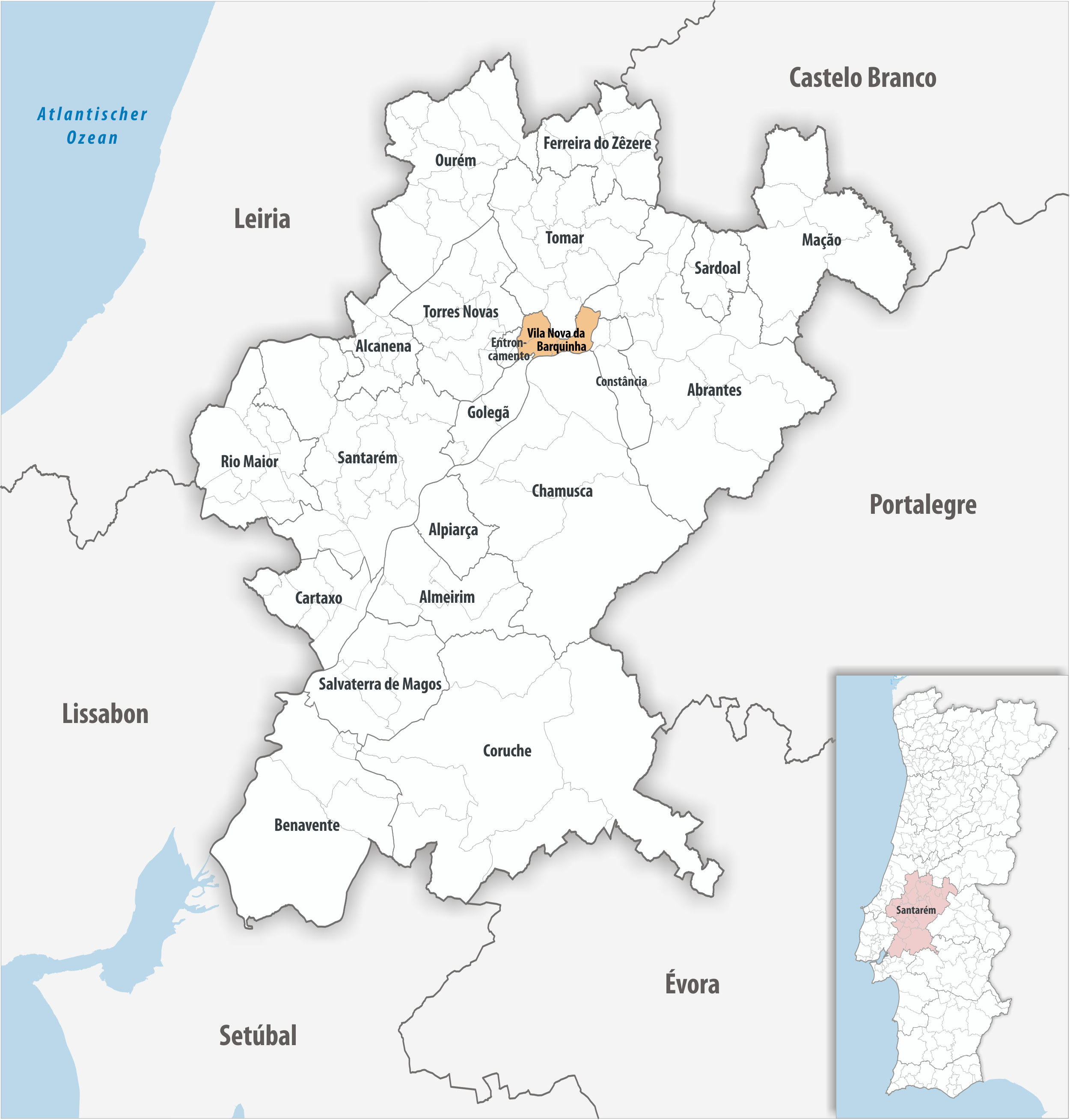
Kreis Vila Nova da Barquinha

Im Zuge der administrativen Neuordnung in Portugal wurden die Gemeinden Moita do Norte und Vila Nova da Barquinha am 29. September 2013 zur neuen Gemeinde Vila Nova da Barquinha zusammengeschlossen.

### Bevölkerungsentwicklung
| Einwohnerzahl im Kreis Vila Nova da Barquinha (1849–2011) | Einwohnerzahl im Kreis Vila Nova da Barquinha (1849–2011) | Einwohnerzahl im Kreis Vila Nova da Barquinha (1849–2011) | Einwohnerzahl im Kreis Vila Nova da Barquinha (1849–2011) | Einwohnerzahl im Kreis Vila Nova da Barquinha (1849–2011) | Einwohnerzahl im Kreis Vila Nova da Barquinha (1849–2011) | Einwohnerzahl im Kreis Vila Nova da Barquinha (1849–2011) | Einwohnerzahl im Kreis Vila Nova da Barquinha (1849–2011) | Einwohnerzahl im Kreis Vila Nova da Barquinha (1849–2011) |
| --------------------------------------------------------- | --------------------------------------------------------- | --------------------------------------------------------- | --------------------------------------------------------- | --------------------------------------------------------- | --------------------------------------------------------- | --------------------------------------------------------- | --------------------------------------------------------- | --------------------------------------------------------- |
| 1849                                                      | 1900                                                      | 1930                                                      | 1960                                                      | 1981                                                      | 1991                                                      | 2001                                                      | 2004                                                      | 2011                                                      |
| 3034                                                      | 4336                                                      | 9011                                                      | 6547                                                      | 8167                                                      | 7553                                                      | 7610                                                      | 7878                                                      | 7330                                                      |

### Kommunaler Feiertag
- 13. Juni

### Städtepartnerschaften
- Rio Maior, Portugal (seit 1996)
- Dissay im Département Vienne, Frankreich (seit 2000)
- Madone, Italien (seit 2008)
- Santa Catarina do Fogo auf der Insel Fogo, Kap Verde (seit 2008)[6]

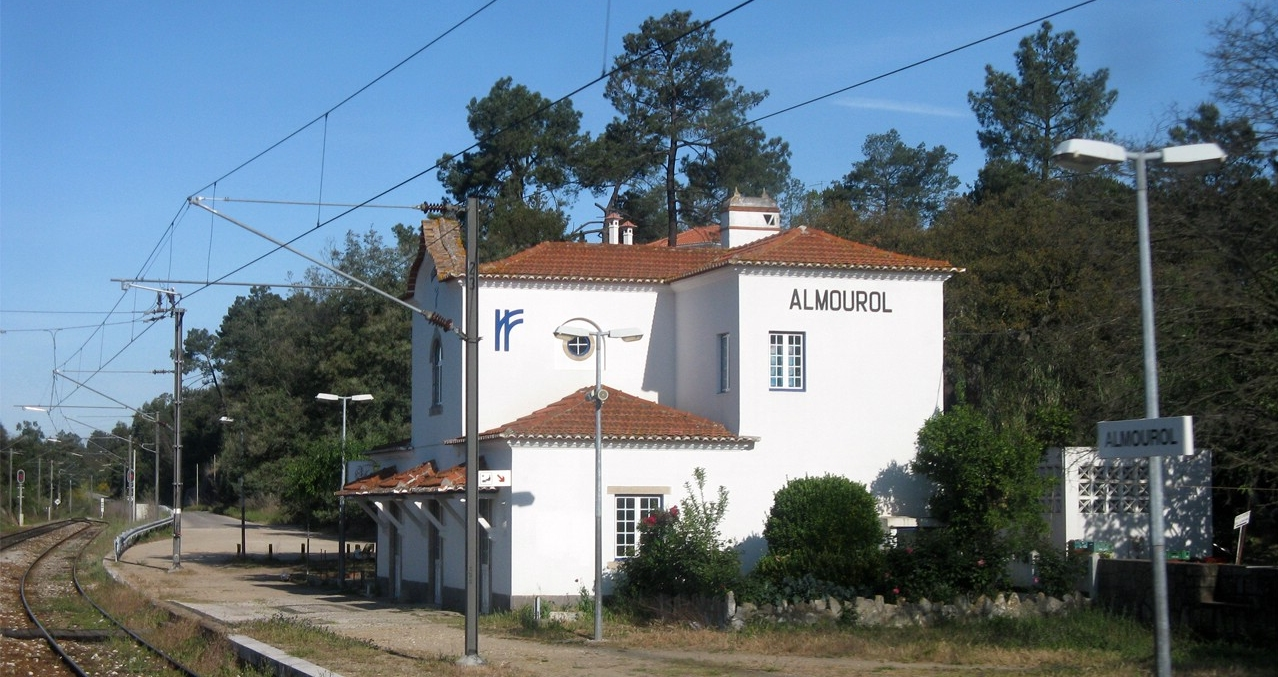
Der Bahnhof von Almourol

## Verkehr
Die Eisenbahnstrecke Linha da Beira Baixa quert das Kreisgebiet, mit Haltepunkten in allen Kreisgemeinden.
Die Autobahn A23 führt nahe am Ort vorbei, die nächsten Auffahrten liegen in den Kreisgemeinden Atalaia und Tancos etwa 3 bzw. 5 km nördlich von Vila Nova da Barquinha entfernt. Die Nationalstraße 365 passiert den Ort 2 km westlich und geht nach Querung der A23 nördlich in die Schnellstraße IC3 nach Tomar über.

## Söhne und Töchter der Stadt
- Francisco Fanhais (* 1941 in Praia do Ribatejo), Geistlicher und Sänger, Oppositioneller der Estado-Novo-Diktatur

## Galerie

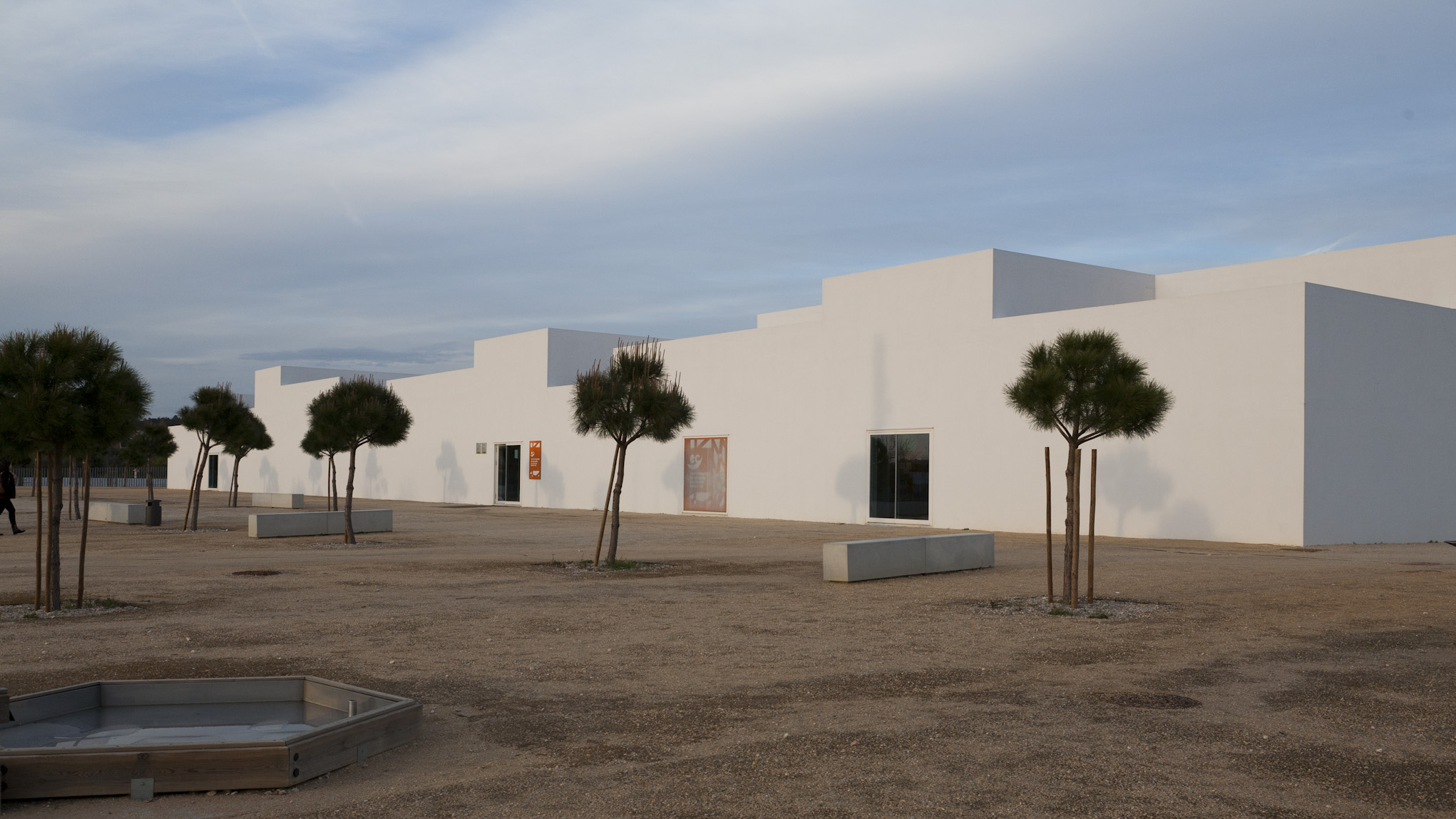
Am Schulzentrum von Vila Nova da Barquinha, gestaltet von Architekt Aires Mateus
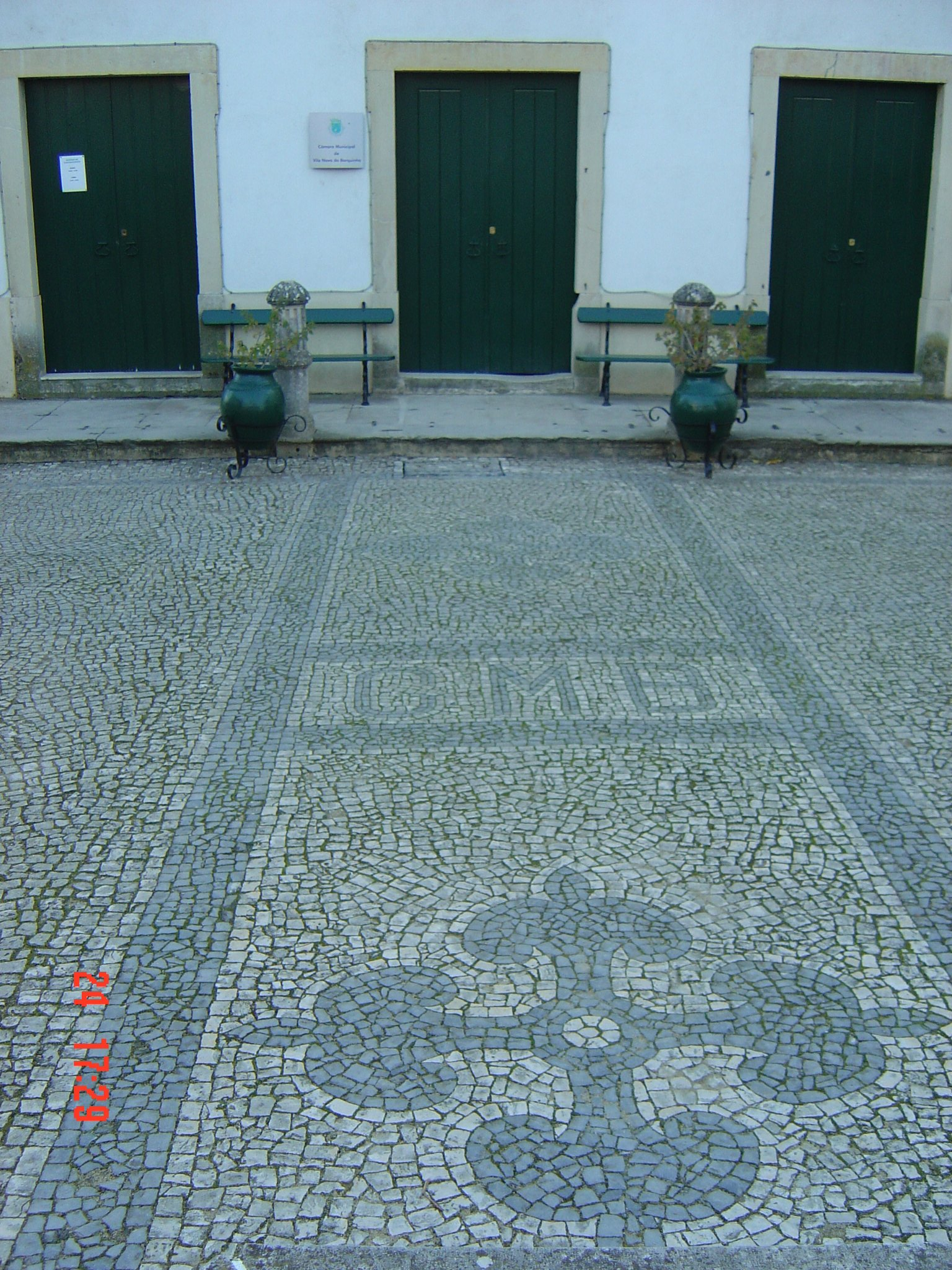
Portugiesische Pflasterkunst vor dem Rathaus, der Câmara Municipal de Vila Nova da Barquinha (CMB)
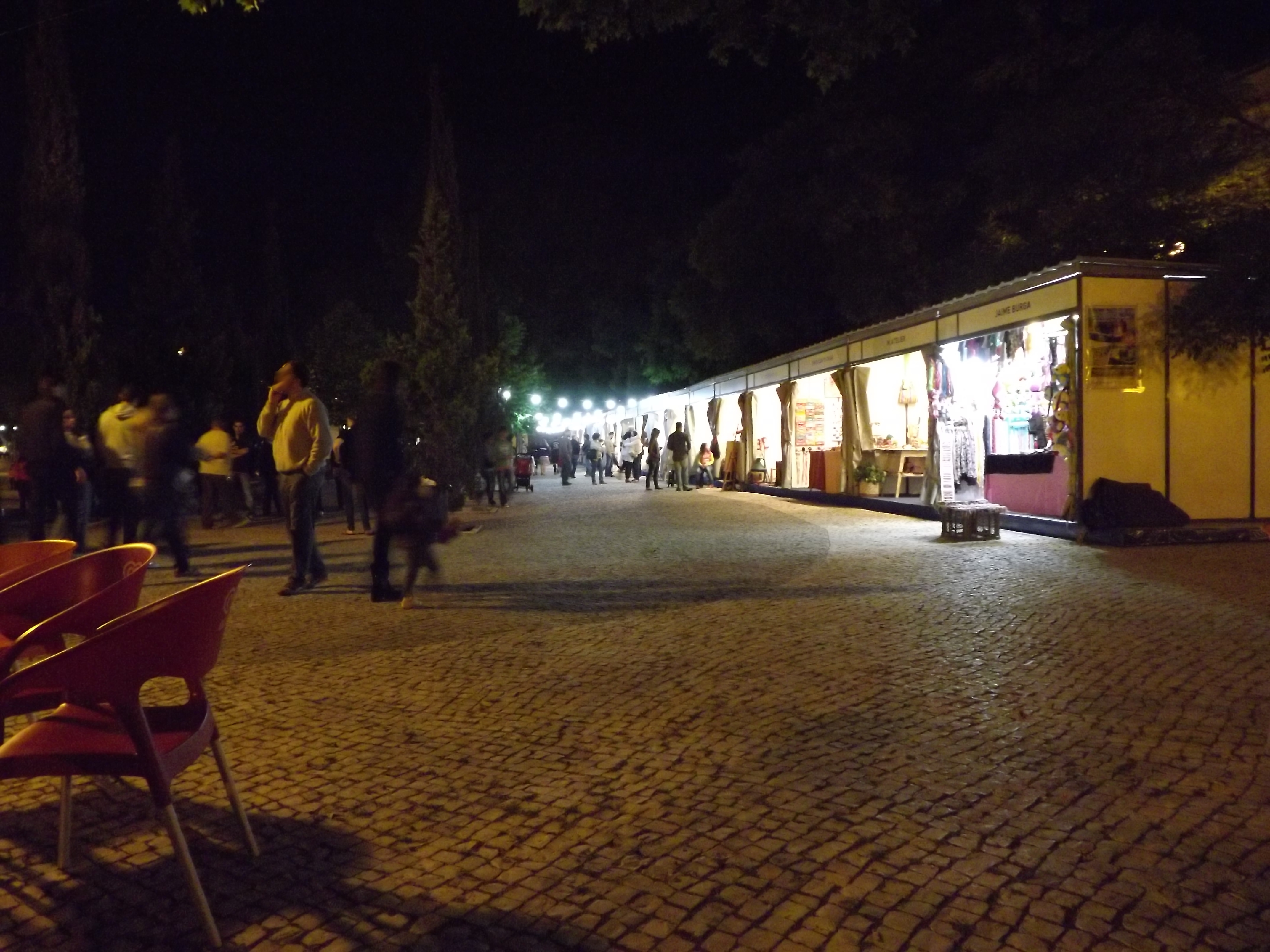
Zentraler Platz mit Ständen beim Fest des Kreises 2013
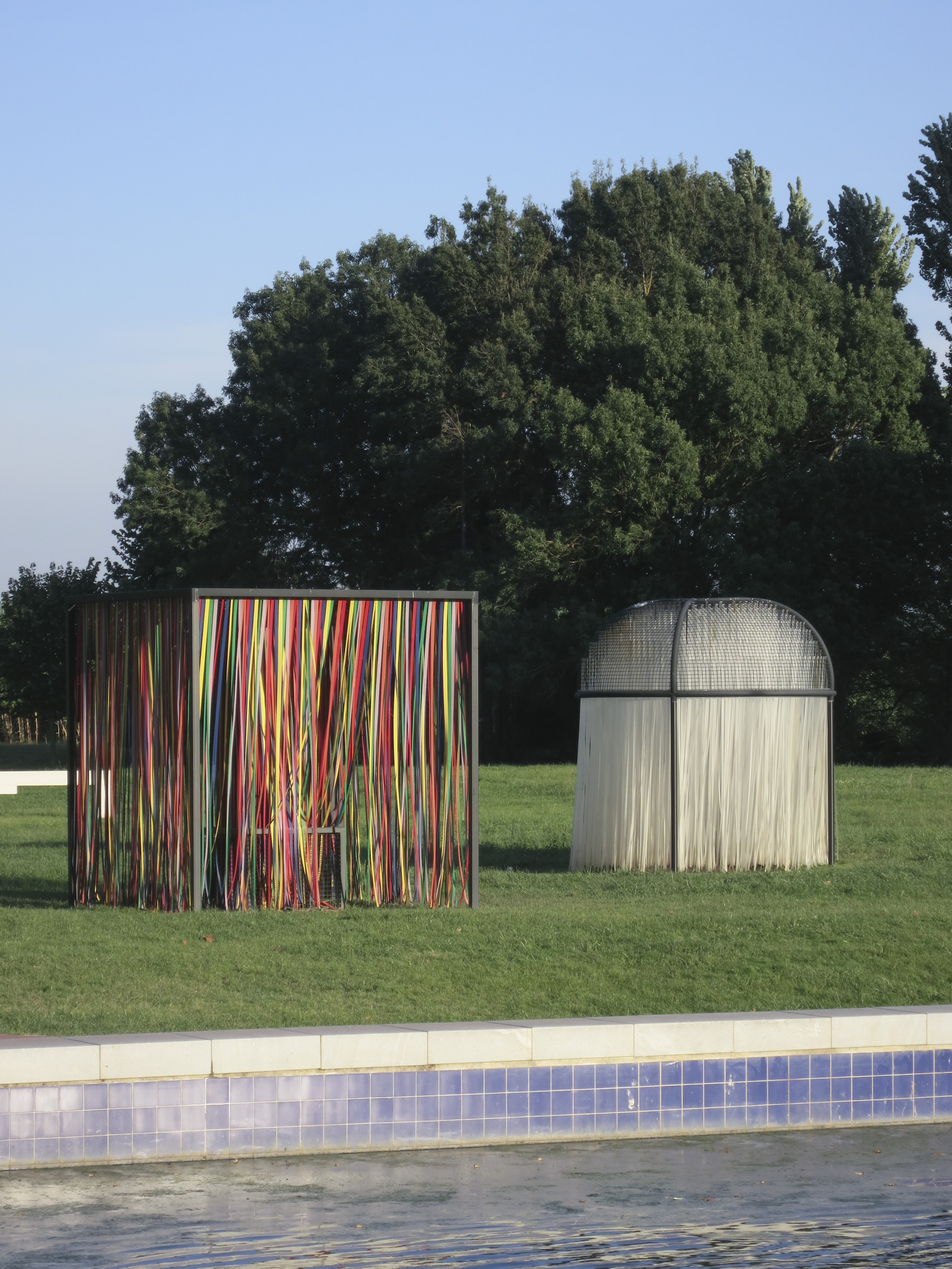
Stücke Joana Vasconcelos im Skulpturenpark, dem Parque de escultura contemporânea
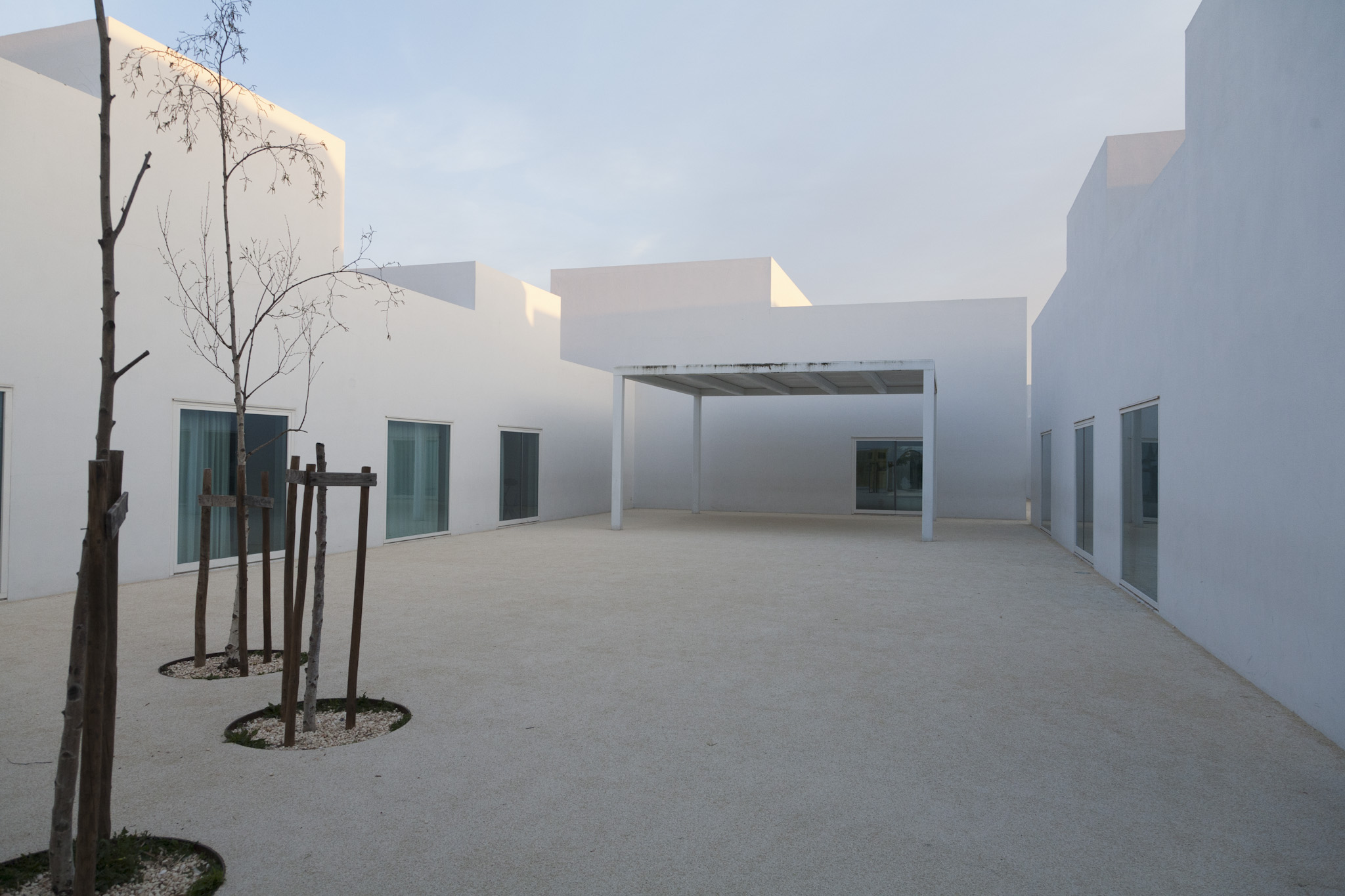
Im Schulzentrum von Vila Nova da Barquinha
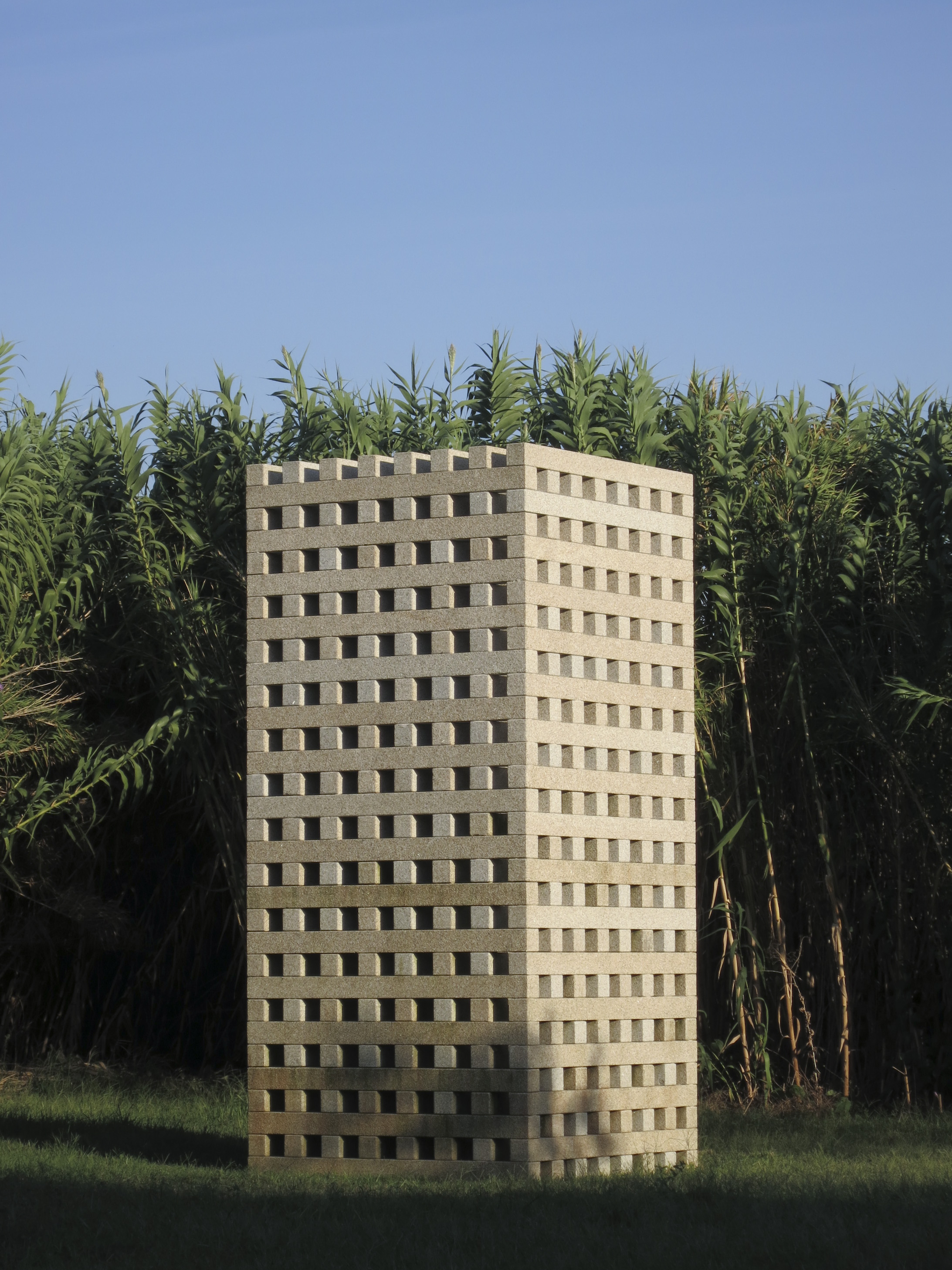
Die Skulptur Castelo des Bildhauers Pedro Cabrita Reis im Skulpturenpark